# Openbaar vervoer in Eindhoven
Het openbaar vervoer in Eindhoven bestaat uit treinverbindingen van de Nederlandse Spoorwegen, stads- en streekbussen van Hermes en enkele streekbussen van Arriva. In de nacht van vrijdag op zaterdag wordt dit station ook bediend door Arriva's nachttrein.
Eindhoven beschikt over twee stations, Eindhoven Centraal en Eindhoven Strijp-S. Vanaf het centraal station vertrekken treinen in de richting Helmond, Weert, Tilburg en 's-Hertogenbosch. De stoptreinen naar Tilburg en 's-Hertogenbosch stoppen ook in Eindhoven Strijp-S. Er zijn ideeën geuit voor een intercitystation ter hoogte van Acht, waardoor een snellere verbinding vanuit het noorden ontstaat met Eindhoven Airport.
Het centraal station in Eindhoven vormt samen met busstation Neckerspoel het primaire knooppunt van openbaar vervoer in Eindhoven.
Vanaf het busstation vertrekken alle bussen. De stadsbussen bedienen de verschillende wijken van Eindhoven en de aangrenzende plaatsen Veldhoven, Waalre, Geldrop, Nuenen, Oirschot en Son en Breugel. Daarnaast zijn er streekbussen die de regio Zuidoost-Brabant bedienen (onder andere Eersel, Valkenswaard, Leende, Helmond en Best) maar ook de verder gelegen bestemmingen 's-Hertogenbosch, Veghel, Uden, Oss en Weert.
Bij het centraal station zijn twee bewaakte fietsenstallingen en meerdere onbewaakte fietsenstallingen. Verder bestaat er de mogelijkheid om een OV-fiets te huren en vertrekken er taxi's vanaf de beide zijdes van het station.
Verder heeft Eindhoven het op een na grootste vliegveld van Nederland, Eindhoven Airport. Eindhoven Airport wordt bediend met enkele lijnen. Naast de HOV1 lijn is dit een snelbus vanaf het station en streeklijnen die het vliegveld verbinden met winkelcentrum Woensel, Best en Veldhoven.

## Treinverbindingen
De volgende treinseries halteren in de dienstregeling 2025 te Eindhoven:
| Serie            | Treinsoort          | Route | Bijzonderheden |
| ---------------- | ------------------- | --- | --- |
| 1100             | Intercity (NS)      | Den Haag Centraal – Den Haag HS – Delft – Rotterdam Centraal – Breda – Tilburg – Eindhoven Centraal | Via HSL. Stopt niet in Schiedam Centrum en Rotterdam Blaak. |
| 2700             | Intercity (NS)      | Maastricht – Sittard – Roermond – Weert – Eindhoven Centraal – 's-Hertogenbosch – Utrecht Centraal – Amsterdam Centraal – Alkmaar – (Den Helder)                                                           | Rijdt van maandag t/m donderdag tot 20:00 uur tussen Alkmaar en Maastricht. Rijdt op vrijdag en in het weekend enkel tussen Alkmaar en Amsterdam Centraal. Tijdens de spits rijden 2 ritten in spitsrichting door van/naar Den Helder. Rijdt niet 's avonds na 20:00. Wordt na 20:00 uur, op vrijdag en in het weekend tussen Amsterdam Centraal en Maastricht vervangen door intercity 2900. |
| 2900             | Intercity (NS)      | Enkhuizen – Hoorn – Amsterdam Centraal – Utrecht Centraal – 's-Hertogenbosch – Eindhoven Centraal – Weert – Roermond – Sittard – Maastricht                                                                | Rijdt van maandag t/m donderdag in de vroege ochtend en in de avonduren en rijdt van vrijdag t/m zondag de hele dag en vervangt dan Intercity 3900 tussen Enkhuizen en Amsterdam Centraal en intercity 2700 tussen Amsterdam Centraal en Maastricht. |
| 3500             | Intercity (NS)      | Dordrecht – Rotterdam Centraal – Schiedam Centrum – Delft – Den Haag HS – Leiden Centraal – Schiphol Airport – Amsterdam Zuid – Utrecht Centraal – 's-Hertogenbosch – Eindhoven Centraal – Helmond – Venlo | Rijdt na circa 22:30, op zaterdagochtend tot circa 9:00 en op zondagochtend tot circa 10:00 niet tussen Dordrecht en Utrecht Centraal v.v. |
| 3900             | Intercity (NS)      | Enkhuizen – Hoorn – Amsterdam Centraal – Utrecht Centraal – 's-Hertogenbosch – Eindhoven Centraal – Weert – Roermond – Sittard – Heerlen                                                                   | Stopt niet in Zaandam. Rijdt in de avonduren en van vrijdag t/m zondag de hele dag enkel tussen Eindhoven Centraal en Heerlen. Wordt in de avonduren en van vrijdag t/m zondag de hele dag vervangen door intercity 2900. Rijdt van maandag t/m donderdag in de avonduren enkel tussen Sittard en Heerlen en rijdt dan 1x/uur.                                                                |
| 4400             | Sprinter (NS)       | Oss – 's-Hertogenbosch – Eindhoven Strijp-S – Eindhoven Centraal – Helmond – Deurne | Rijdt in de ochtendspits van maandag t/m donderdag twee ritten van/naar Oss, waarbij richting Oss non-stop wordt gereden tussen 's-Hertogenbosch en Oss. |
| 6400             | Sprinter (NS)       | Tilburg Universiteit – Tilburg – Eindhoven Strijp-S – Eindhoven Centraal – (Weert) | Rijdt tussen 20:00 en 22:00 uur en op zondag 1x/uur tussen Eindhoven Centraal en Weert. Rijdt na 22:00 uur 1x/uur op het hele traject. |
| 21400            | Intercity (NS)      | Eindhoven Centraal – Utrecht Centraal | Nachtnet. Rijdt alleen in de nachten volgend op vrijdag en zaterdag. |
| 21410            | Intercity (NS)      | Rotterdam Centraal – Eindhoven Centraal | Nachtnet. Rijdt alleen in de nachten volgend op vrijdag en zaterdag. |
| Nachttrein 32710 | Nachttrein (Arriva) | Maastricht – Eindhoven Centraal – 's-Hertogenbosch – Utrecht Centraal – Amsterdam Centraal – Schiphol Airport                                                                                              | Rijdt alleen in de nacht van vrijdag op zaterdag. |

## Stads- en streekvervoer

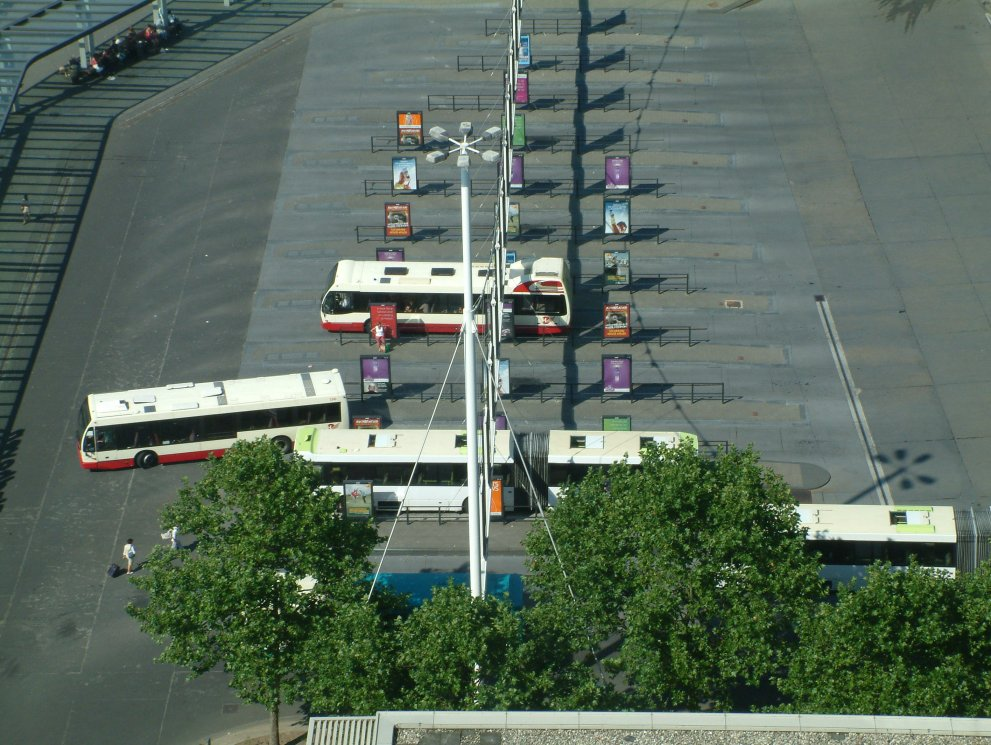
busstation Neckerspoel, circa 2008

Het stads- en streekvervoer in en rond Eindhoven maakt onderdeel uit van het openbaar vervoer-concessiegebied Zuidoost-Brabant. De OV-autoriteit is de provincie Noord-Brabant. Deze heeft de concessie gegund aan Hermes. De concessie loopt van 11 december 2016 tot en met 12 december 2026.
Arriva bedient station Eindhoven Centraal met vier buslijnen. Deze lijnen horen bij de concessie Oost-Brabant en loopt van 14 december 2014 tot en met 14 december 2024. Vanaf het station rijden stadsbussen naar de meeste wijken in de stad en streekbussen naar de meeste grote kernen in het gebied.

### Aanbesteding 2008
Voor de aanbesteding van de SRE concessies hadden de vervoerbedrijven Hermes en Veolia zich ingeschreven. Het SRE had hiervoor de concessies samengevoegd tot één concessie. In februari 2008 werd bekendgemaakt dat Hermes de concessies vanaf december 2008 mocht gaan rijden. Hermes beloofde een kwaliteitsimpuls die voor de reizigers tot een structurele verbetering van het gehele openbaar vervoer zou leiden. Zo werden ruim 30% meer ritten geboden dan in de voorgaande dienstregeling. Het lijnennet werd uitgebreid en frequenties op enkele lijnen gingen omhoog. Doorgaande stadslijnen werden geknipt bij station Eindhoven. Elke stadsbus had vanaf dat moment het station als begin- en eindpunt.
Ook werden de lijnen naar Tilburg geknipt. Voorheen was het mogelijk om met de lijnen 141 en 142 van Eindhoven te reizen naar Tilburg. Vanaf 14 december rijden de bussen van Veolia Transport uit Tilburg nog slechts tot Best. Hermes bedient het traject Eindhoven - Best (- Oirschot) met de frequenter rijdende lijnen 145 en (in de spits) tevens 144. Hermes lijn 20 van Eindhoven naar Helmond via Asten werd eveneens geknipt in lijn 20 Eindhoven - Someren - Asten en lijn 22 Someren - Asten - Helmond. Lijn 20 werd daarbij tevens een sneldienst, die een aantal haltes op de route overslaat. In het stedelijk net en de belangrijke streekcorridor Valkenswaard-Eindhoven ging het aantal ritten omhoog. De verbinding Eindhoven - Nuenen - Helmond (lijn 6) die opgeheven dreigde te worden tussen Nuenen en Helmond, bleef gehandhaafd.
De lijnen 20 en 22 zijn met ingang van de nieuwe dienstregeling op 13 december 2009 weer samengevoegd, als lijn 20 Eindhoven - Helmond. Op die datum vonden ook kleine wijzigingen op bepaalde routes in Eindhoven plaats en werden rijtijden hier en daar aangepast. Grote wijzigingen bleven uit.

### Aanbesteding 2016
Voor ingang van de nieuwe concessie is het wagenpark grotendeels vernieuwd door Hermes. Met het nieuwe materieel wordt voldaan aan de wens de strengste milieunormering met betrekking tot uitstoot van schadelijke stoffen toe te passen (o.a. door toepassing van AdBlue); tevens zijn deze bussen toegankelijk voor rolstoelgebruikers. Er is ook een vloot van 43 volledig elektrische bussen aangeschaft voor deze concessie. Deze rijden op de 400-lijnen. Daarnaast zijn alle bussen voorzien van airconditioning en dynamische displays waarop reisinformatie wordt gegeven met betrekking tot aansluitingen, de eerstvolgende halten en eventuele vertragingen. De halte-informatie wordt ook omgeroepen.

### Dynamische reisinformatie
Elke halte in Eindhoven is voorzien van dynamische reisinformatie. Hierop kan men zien wanneer de eerstvolgende bus daadwerkelijk arriveert en waar deze naartoe gaat. Op station Eindhoven is een informatiezuil en een lichtkrant geplaatst met relevante informatie. Ook bij alle ziekenhuizen in de stad en bij Eindhoven Airport wordt reizigersinformatie gegeven.

### Buslijnen
Eindhoven heeft een uitgebreid netwerk van buslijnen. Ook zijn er veel streekverbindingen. Naast de gewone stadsbussen heeft Eindhoven ook metrostyle-bussen. Deze vorm van hoogwaardig openbaar vervoer (HOV) is een mengeling tussen bus en tram. Deze bussen rijden op de Airportshuttle (400) en op de lijnen naar Meerhoven/Airport (401), Veldhoven (402), Oerle (403), Nuenen (404), Achtse Barrier (405), Ekkersrijt (406) en High Tech Campus (407/408). Voor deze lijnen zijn grotendeels trajecten van vrije busbanen aangelegd onder de namen HOV1 en HOV2.
Alle buslijnen in onderstaande tabel worden uitgevoerd door Hermes, tenzij anders vermeld.
| Lijn                                  | Route                                           | Via                                                                                   | Bijzonderheden                   |
| Stadsbussen                           | Stadsbussen                                     | Stadsbussen                                                                           | Stadsbussen                      |
| ------------------------------------- | ----------------------------------------------- | ------------------------------------------------------------------------------------- | -------------------------------- |
| 2                                     | Eindhoven CS - Blixembosch-Oost                 | Woensel                                                                               |                                  |
| 3                                     | Eindhoven CS - Blixembosch-West                 | Máxima Medisch Centrum, Woensel                                                       |                                  |
| 4                                     | Eindhoven CS - Heesterakker                     | Máxima Medisch Centrum                                                                |                                  |
| 5                                     | Eindhoven CS - 't Hofke                         | Rembrandtplein                                                                        |                                  |
| 6                                     | Eindhoven CS - Nuenen Oost                      | Koudenhoven                                                                           |                                  |
| 7                                     | Eindhoven CS - Veldhoven Máxima Medisch Centrum | Aalst                                                                                 |                                  |
| 8                                     | Eindhoven CS - Kapelbeemd                       | Acht                                                                                  |                                  |
| 9                                     | Eindhoven CS - Best Station                     | Woensel, Acht                                                                         |                                  |
| 10                                    | Eindhoven CS - Oirschot Kazerne                 | Strijp-S, De Herdgang, Mispelhoef                                                     | Niet in het weekend              |
| 12                                    | Eindhoven CS - Gijzenrooi                       | Tuindorp, Tivoli                                                                      | Niet 's avonds na 19:00          |
| 14                                    | Eindhoven CS - Veldhoven Zilverackers           | Engelsbergen, De Hurk, Veldhoven Centrum, Oerle                                       |                                  |
| 15                                    | Eindhoven CS - Veldhoven d'Ekker                | Schrijversbuurt, Rapelenbuurt, Bennekel, Genderbeemd                                  |                                  |
| 16                                    | Eindhoven CS - Veldhoven Máxima Medisch Centrum | Schrijversbuurt, Rapelenbuurt, Bennekel, Hanevoet, Ooievaarsnest                      |                                  |
| 17                                    | Eindhoven CS - Roosten                          | Tuindorp                                                                              |                                  |
| HOV Stadsbus Eindhoven (Bravo direct) |                                                 |                                                                                       |                                  |
| 400                                   | Eindhoven CS - Eindhoven Airport                | WoensXL                                                                               | Airport Shuttle                  |
| 401                                   | Eindhoven CS - Eindhoven Airport                | Strijp, Meerhoven                                                                     |                                  |
| 402                                   | Eindhoven CS - Veldhoven Zonderwijk             | Strijp, Veldhoven Centrum                                                             |                                  |
| 403                                   | Eindhoven CS - Veldhoven Heikant                | Strijp                                                                                |                                  |
| 404                                   | Eindhoven CS - Nuenen Centrum                   | Summa College                                                                         | Niet 's avonds en in het weekend |
| 405                                   | Eindhoven CS - Achtse Barrier                   | Woensel                                                                               |                                  |
| 406                                   | Eindhoven CS - Son Ekkersrijt                   | Woensel                                                                               | Niet in de weekendavonden        |
| 407                                   | Eindhoven CS - High Tech Campus                 | Genneper Parken                                                                       | Niet in het weekend              |
| 408                                   | Eindhoven CS - High Tech Campus                 | Aalst                                                                                 | Niet 's avonds en in het weekend |
| Streekbussen                          |                                                 |                                                                                       |                                  |
| 11                                    | Eindhoven CS - Weert Station                    | Leende, Maarheeze, Budel                                                              |                                  |
| 18                                    | Eindhoven CS - Bergeijk Loo                     | Kastelenplein, Veldhoven Máxima Medisch Centrum, Riethoven, Westerhoven               | Niet op zondagavond              |
| 19                                    | Eindhoven CS - Bladel Busstation                | Kastelenplein, Veldhoven Máxima Medisch Centrum, Koningshof, Steensel, Eersel, Hapert |                                  |
| 20                                    | Eindhoven High Tech Campus - Best Station       | Veldhoven (Máxima Medisch Centrum, Centrum, Zeelst), Eindhoven (Meerhoven, Airport)   | Niet 's avonds en in het weekend |
| 24                                    | Eindhoven CS - Helmond Station                  | Geldrop, Mierlo, Helmond Akkers                                                       |                                  |
| 156                                   | Eindhoven CS - 's-Hertogenbosch Station         | Son, Nijnsel, Sint-Oedenrode, Schijndel, Sint-Michielsgestel, Den Dungen              | Arriva                           |
| 157                                   | Eindhoven CS - Oss Station                      | Son, Nijnsel, Sint-Oedenrode, Veghel, Mariaheide, Uden, Nistelrode, Heesch            | Arriva                           |
| Spitsbussen                           |                                                 |                                                                                       |                                  |
| 114                                   | Eindhoven CS - De Hurk                          | Engelsbergen                                                                          | Versterkt lijn 14                |
| 119                                   | Eindhoven CS - Veldhoven ASML                   |                                                                                       |                                  |
| 154                                   | Eindhoven CS - 's-Hertogenbosch Station         | Son, Nijnsel, Sint-Oedenrode, Schijndel, Sint-Michielsgestel, Den Dungen              | Arriva                           |
| HOV Streekbus (Bravo direct)          |                                                 |                                                                                       |                                  |
| 305                                   | Eindhoven CS - Oss Station                      | Sint-Oedenrode, Veghel, Uden, Nistelrode, Heesch                                      | Arriva                           |
| 317                                   | Eindhoven CS - Dommelen Damianusdreef           | Parktheater, Aalst, Valkenswaard                                                      |                                  |
| 318                                   | Eindhoven CS - Luyksgestel Boscheind            | Parktheater, Aalst, Valkenswaard, Dommelen, Westerhoven, Bergeijk                     |                                  |
| 319                                   | Eindhoven CS - Reusel Busstation                | Kastelenplein, Veldhoven Máxima Medisch Centrum, Koningshof, Eersel, Hapert, Bladel   |                                  |
| 320                                   | Eindhoven CS - Helmond Station                  | Geldrop, Mierlo, Lierop, Someren, Asten                                               |                                  |
| 321                                   | Eindhoven CS - Gemert Pelgrimsrust              | Nuenen, Lieshout                                                                      | Niet 's avonds en in het weekend |
| 322                                   | Eindhoven CS - Uden Busstation                  | Nuenen, Lieshout, Gemert, Boekel, Volkel                                              |                                  |
| 323                                   | Eindhoven CS - Gemert Groenesteeg               | Nuenen, Lieshout                                                                      | Spitsbus                         |
| 324                                   | Eindhoven CS - Geldrop Coevering                | Gijzenrooi, Sint Annaziekenhuis                                                       |                                  |
| Scholierenlijnen                      |                                                 |                                                                                       |                                  |
| 603                                   | Eindhoven CS → Fontys Fliednerstrat             | Máxima Medisch Centrum                                                                |                                  |
| 604                                   | Eindhoven CS → Sterrenlaan                      | Máxima Medisch Centrum                                                                |                                  |
| 605                                   | Uden Hobostraat → Eindhoven CS                  | Sint-Oedenrode                                                                        | Arriva                           |
| 608                                   | Eindhoven CS → Estafettelaan                    |                                                                                       |                                  |
| 610                                   | Eindhoven CS - Internationale School            |                                                                                       |                                  |
| 614                                   | Eindhoven CS - Jozef Eliasweg                   |                                                                                       |                                  |

### Toekomst

#### HOV
In aanvulling op de bestaande lijn naar Eindhoven Airport (401), ook wel HOV1 genoemd, worden nieuwe lijnen aangelegd. De eerste uitbreiding, HOV2, bestaat uit een lijn van de High Tech Campus via station Eindhoven naar Nuenen. Er is ook een uitgebreide HOV strategie met als doel een uitgebreid netwerk van HOV lijnen in Eindhoven en omliggende plaatsen Son, Nuenen, Geldrop, Waalre, Valkenswaard en Veldhoven. Dit plan bestaat uit de volgende lijnen (vanuit station Eindhoven Centraal):
| Realisatie                                                                                                  | Naam | Bestemmingen                                                         |
| --- | ---- | -------------------------------------------------------------------- |
| Reeds gerealiseerd                                                                                          | HOV1 | Eindhoven Airport (401) Veldhoven Zonderwijk (402)                   |
| Reeds gerealiseerd                                                                                          | HOV2 | Nuenen via Woensel XL High Tech Campus                               |
| Reeds gerealiseerd                                                                                          |      | Huizingalaan                                                         |
| Nog niet gepland                                                                                            |      | Geldrop Valkenswaard Ekkersrijt / Son Veldhoven via High Tech Campus |
| Doorstroomassen                                                                                             |      |                                                                      |
| Naast de volwaardige HOV lijnen zijn ook doorstroomassen gepland (met tussen haken de huidige lijnnummers): |      |                                                                      |
| Reeds gerealiseerd                                                                                          |      | Richting Veghel (156/157/305) Richting Eersel (19/319)               |
| Reeds gerealiseerd                                                                                          |      | Richting Mierlo (24/320) Richting Uden (322)                         |

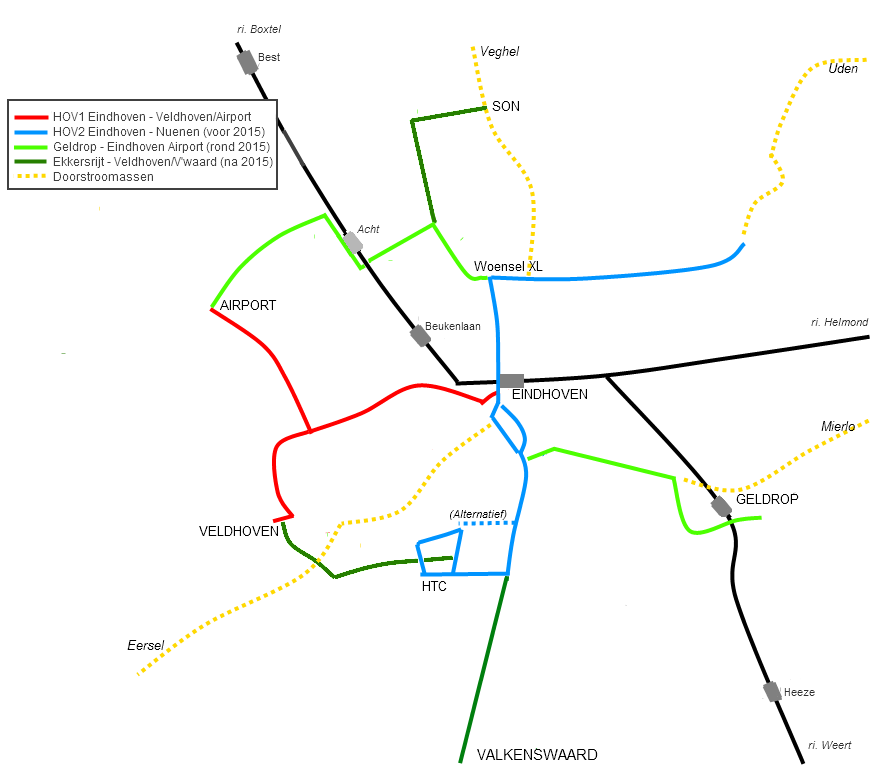
HOV Netwerk Eindhoven

Naast de HOV lijnen paste ook het nieuwe station Acht binnen de plannen, maar dit werd geschrapt.